# السعودية في دورة الألعاب الآسيوية 2009
المملكة العربية السعودية شاركت في الألعاب الآسيوية للعام 2009 النسخة ال15 في هانوي، فيتنام من 30 أكتوبر إلى 8 نوفمبر 2009.

## الميداليات
| الميدالية | الأسم                                                                        | الرياضة   | الحدث                | التاريخ   |
| --------- | ---------------------------------------------------------------------------- | --------- | -------------------- | --------- |
| ذهبية     | محمد القاري                                                                  | ألعاب قوى | مجتمعة سباعي         | 1 نوفمبر  |
| ذهبية     | أحمد بن مرزوق                                                                | ألعاب قوى | القفز الطويل         | نوفمبر 1  |
| ذهبية     | عادل محبوب بندر شراحيلي ادريس هاوسكي إسماعيل الصبياني محمد البيشي يوسف مسرحي | ألعاب قوى | 400 متر رجال         | Nov 2     |
| ذهبية     | إسماعيل الصبياني                                                             | ألعاب قوى | 400 متر رجال         | نوفمبر 1  |
| فضية      | يوسف مسرحي                                                                   | ألعاب قوى | 400 متر رجال         | نوفمبر 1  |
| فضية      | ياسر الناصري                                                                 | ألعاب قوى | 60 متر رجال          | أكتوبر 31 |
| فضية      | أيمن الموالد فيصل الدارويسي هاني المحمد جابر جابي                            | كرةالسلة  | فريق الرجال كرةالسلة |           |
| برونزية   | سلطان الباشي                                                                 | ألعاب قوى | طلقات رجال           | نوفمبر 2  |
| برونزية   | سامي الحيدار                                                                 | ألعاب قوى | 60 متر حواجز رجال    | نوفمبر 1  |

## الرماية
منتخب الرماية
- عبد الله الطويرقي
- مشعل العتيبي
- محمد العبد المحسن
- سامي البواردي
- تركي الدريبي

## ألعاب قوى
منتخب ألعاب قوى
ياسر الناشري - يحيى قاحص - إسماعيل الصبياني - يوسف مسرحي - عبد العزيز لادان - احمد المولد - سامي آل حيدر - هاشم العقبي - نواف اليامي - حسين السبع - احمد مرزوق - احمد الفرج - سلطان الحبشي - محمد القريع - حامد البيشي - بندر شراحيلي - عادل محبوب - إدريس هوساوي - محمد البيشي.

## كرة السلة
منتخب كرة السلة
- أيمن المولد
- محمد المرواني
- جابر كعبي
- يحيى إبراهيم
- أيوب الهوساوي
- فهد بلال
- فيصل الدوسري
- هاني آل محمد
- محمد الصقر

## البلياردو
منتخب البلياردو
- عبد الله البدر
- احمد أبو خشبة
- احمد عسيري
- فهد البراك
- مشاري البكيلي
- نايف الجويني
- نذير عسيري
- عمر العجلاني
- سليمان المسفر

## بولينج
منتخب البولينج
- حسن آل الشيخ
- فهد الجريفاني
- عمار طراد
- فيصل الجريفاني
- خالد الحمدان

## السباحة
منتخب السباحة
- نذير الحمود
- مرتضى حسين
- حازم طاشكندي
- لؤي طاشكندي
- بدر المهنا
- رامي فتياني

## وصلات خارجية
الموقع الرسمي للسعودية في الألعاب الألومبية